# Liberland
Liberland (officiellt Fria republiken Liberland, tjeckiska: Svobodná republika Liberland) är ett självutnämnt konceptuellt land, en så kallad mikronation. Den har utropats av en grupp tjeckiska nyliberaler, vid västra stranden av floden Donau, mellan Kroatien och Serbien 13 april 2015. De menar att en gränsdispyt mellan de båda länderna gör att ingen gör anspråk på det landområde de utropat nationen. Ingen annan självständig nation har erkänt den förutom Somaliland.
Den tjeckiska nyliberala aktivisten Vít Jedlička är en av initiativtagarna. Han har utsetts till president och han förespråkar libertarianism.

## Geografi och historia

De gröna områdena gör varken Kroatien eller Serbien anspråk på medan de gula anses av bägge länderna vara sina egna. Liberland är området markerat som Siga.

Enligt den officiella webbplatsen för Liberland skapades nationen på grund av den pågående gränstvisten mellan Kroatien och Serbien. Kroatien anser att gränsen ska gå i Donaus gamla lopp medan Serbien anser att gränsen ska gå i det nya loppet som skapades i slutet av 1800-talet då floden rätades ut. Ett område väster om nya Donau anser ingetdera landet tillhör dem. Detta proklamerades som Liberland av Jedlička. Båda länderna gör anspråk på mycket större områden som ligger öster om nya Donau men väster om gamla Donau.
På Liberlands hemsida säger Jedlička att nationen kunde skapas på grund av den olösta gränstvisten mellan Kroatien och Serbien.
Området kontrolleras av Kroatien och patrulleras av kroatisk gränspolis, som blockerade tillträdet till området fram till den 6 augusti 2023.
Kroatien gick med i Schengen den 1 januari 2023 och under de närmaste månaderna kunde liberländare besöka Liberland, som ligger utanför Schengen, för kortare vistelser.
I april 2023 lyckades youtubaren Nikolas Omilana och ett litet team ta sig förbi den kroatiska gränspolisen med vattenskotrar och ta sig in i territoriet för att där placera en Liberlandsflagga. De konfronterades av en polis som tvingade dem till marken och använde våld mot dem, men de släpptes så småningom. Videon laddades upp på YouTube i juli 2023 och fick miljontals visningar under de följande dagarna , såväl som omnämnande i kroatiska och serbiska medier.
I juli 2023 träffade Jedlička och en delegation från Liberland den kroatiske presidenten Zoran Milanović, tidigare presidenten Kolinda Grabar-Kitarović och andra regeringstjänstemän i Zagreb, vid ACAP-konferensen (Association of Croatian-American Professionals).
Sedan början av augusti 2023 har Liberlanders etablerat en permanent närvaro på territoriet, och den 6 augusti 2023 tillkännagav Jedlička öppnandet av gränsen mellan Kroatien och Liberland. Den kroatiska gränspolisen kontrollerar pass för besökare som kommer in och lämnar området.
Det första lägret etablerades i närheten av en jaktstuga som revs 2018, med avsikten att bygga om stugan. Detta läger har fått namnet Jefferson Square.
Den 6. oktober 2024 valde Liberland krypto-entreprenören Justin Sun till talman för sin kongress. Efter detta nominerade Liberlands president Vít Jedlička Sun att fungera som tillförordnad premiärminister.   Ivan Pernar, tidigare ledamot av det kroatiska parlamentet, valdes också in i kongressen.

## Diplomatiska förbindelser
Liberland har etablerat diplomatiska förbindelser med Republiken Somaliland, som också är ett land som inte har utbrett diplomatiskt erkännande. År 2017 skickade Liberland två delegationer till Somaliland och etablerade sin ambassad i Hargeisa.
Efter att cyklonen Sagar förstörde flera byar i Somaliland, höll medborgare i Liberland en insamlingskampanj och skickade cirka 7 ton mat och förnödenheter till drabbade byar via Förenade arabemiraten. Leveransen av förnödenheterna samordnades med Somalilands regering av den tillförordnade Liberland-ambassadören Eric Czuleger.
Den 5 december 2018 stod den brittiska liberala parlamentsledamoten Bill Etheridge och Paul Brothwood värd för ett evenemang för Liberland i Europaparlamentet för att diskutera dess framtid.
Liberland undertecknade ett samförståndsavtal med Haitis regering den 5 mars 2020. Avtalet undertecknades av Joseph Jouthe, vid den tidpunkten Haitis premiärminister.
2021 skickade Liberland en delegation till El Salvador under Bitcoin Week och träffade flera regeringstjänstemän. Liberland Aid Foundation gjorde en donation på mer än 1 Bitcoin (över 60 000 USD vid den tiden) till Hospital de Niños Benjamin Bloom i San Salvador.

## Ark EcoVillage
År 2021 öppnade Liberland "Ark EcoVillage" på en bit mark som tidigare kallades Zelena Glava ("Gyllene huvudet") i Apatin i Serbien. Anläggningen innehåller camping, stugor, en sjö för vattensporter och en konsertscen. Enligt hemsidan är Arken basen för den årliga "Floating Man"-festivalen i augusti.

## Officiella erkännanden
Inga länder inom FN har än så länge erkänt Liberland. Det närmaste ett erkännande hittills var när  Jedlička träffade Österrikes ambassadör i Tjeckien. Vissa mikronationer har uttryckt stöd för Liberland.

### Omnämnanden
- Jedlička har besökt en annan oerkänd republik, Somaliland, en självutnämnd stat som förklarade sig självständig från Somalia 1991, och diskuterat ömsesidigt erkännande med dem.[25]
- Konungariket Enclava, som gör anspråk på en del av den omtvistade fickan i Brezovica pri Metliki vid gränsen mellan Slovenien och Kroatien.[26]
- Konungariket norra Sudan, som gör anspråk på Bir Tawil-området på gränsen mellan Egypten och Sudan, har erkänt Liberland.[27]
- Furstendömet Sealand har visat sitt stöd för Liberland.[28][29]
- Kroatien: Liberland har omnämnts av Kroatiens ministerium för utrikes- och europeiska frågor,[24] som sa att det inte tas på allvar. Även om området är omstritt kommer det att vid en eventuell skiljedom tilldelas Serbien eller Kroatien, och är inte fritt att ta för utomstående.
- Serbien: Serbiens ministerium för utrikesfrågor har deklarerat att Liberland inte inkräktar på Serbiens gräns.[30]
- Egypten: Egyptens ministerium för utrikesfrågor har varnat medborgare som vill arbeta i Europa för att lita på vad som står om Liberland i sociala medier.[31]
- Tjeckien: Tjeckiens utrikesdepartement tog avstånd från Jedličkas tilltag. Tjeckiska medborgare måste följa lagen där de bor även om det är ett omstritt område.